# Bradysia quadridentata
Bradysia quadridentata är en tvåvingeart som beskrevs av Yang och Zhang 1987. Bradysia quadridentata ingår i släktet Bradysia och familjen sorgmyggor. Inga underarter finns listade i Catalogue of Life.